# Austrijsko Carstvo
Austrijsko Carstvo (njem. Kaiserthum Österreich) naziv je nasljednoga carstva nastalog na dijelu područja Svetog Rimskog Carstva i Habsburške Monarhije, a trajalo je od 1804. do 1867. godine.
Austrijskim Carstvom ponekad su se i prije 1804. godine nazivale austrijske nasljedne zemlje, premda je češće rabljen jednostavan naziv Austrija.
Austrijsko Carstvo utemeljio je rimsko-njemački car Franjo II. koji je tada uzeo ime Franjo I. Ovaj njegov potez bio je odgovor na Napoleonovo proglašenje Prvog Francuskog Carstva 1804. Sljedeće godine, u prosincu 1805., Franjo I. pristao je na ponižavajući Požunski mir koji je označio kraj Svetoga Rimskog Carstva, preustrojstvo izgubljenih njemačkih zemalja pod Napoleonovim utjecajem, te je sadržavao i ostale mjere kojima je Austrija oslabljena. Neki austrijski posjedi u njemačkim zemljama prepušteni su francuskim saveznicima Bavarskoj, Württembergu i izbornom knezu Badena.
U kolovozu 1806. Franjo II./I. ugasio je Sveto Rimsko Carstvo, jer je strahovao da bi ga na mjestu cara, što su ga Habsburzi gotovo neprekidno držali od 1440. godine, mogao zamijeniti Napoleon.

## Stvaranje
Glavne promjene koje su oblikovale Austrijsko Carstvo dogodile su se na konferencijama u Rastattu (1797. – 1799.) i Regensburgu (1801. – 1803.). 24. ožujka 1803. proglašeno je Carevinsko vijeće koje je znatno smanjilo broj crkvenih područja (s 81 na samo 3) i carskih gradova (s 51 na 6). Car Franjo uzeo si je naslov cara Austrije, napustivši potom, 1806., naslov cara Svetog Rimskog Carstva.
Raspad Svetog Rimskog Carstva ubrzano je francuskom intervencijom u rujnu 1805., kad je 20. listopada te godine austrijska vojska što ju je predvodio general Karl Mack von Leiberich poražena kod grada Ulma. Pritom je zarobljeno oko 20.000 austrijskih vojnika. Napoleon je ponovno pobijedio 2. prosinca 1805. kod Austerlitza te je Austrija prisiljena na pregovore koji su trajali od 4. do 6. prosinca 1805. i koji su se završili primirjem.
Francuske pobjede navele su neka područja koja su ovisila o Austriji da se osamostale. Tako se 10. prosinca 1805. izborni knez Bavarske proglasio kraljem, a potom je to učinio i izborni knez Würtemberga, 11. prosinca. Konačno, 12. prosinca, markgrof Badena dobio je je naslov velikog vojvode. Svaka od tih novih zemalja potpisala je sporazum s Francuskom i postala njezinom saveznicom. Požunski mir, potpisan 26. prosinca 1805. proširio je teritorij Napoleonovih njemačkih saveznika na račun Austrije.
Kad je 11. kolovoza 1804. car Svetog Rimskog Carstva Franjo II. uzeo naslov cara Austrije kao Franjo I., njegovo se carstvo protezalo od sjevera današnje Italije do Nizozemske, te od današnje Poljske do Hrvatske. U granicama carstva živjelo je 6.500.000 Nijemaca, 3.360.000 Čeha, 2.000.000 Valonaca i Flamanaca, 1.000.000 Poljaka, 900.000 Hrvata, 700.000 Srba, 700.000 Slovenaca i brojne manje narodnosti. Car je i dalje zadržavao naslov kralja Ugarske, Češke, Hrvatske, Slavonije i Dalmacije. Carstvo je ustrojeno u centralističkom obliku, premda su ugarske zemlje imale poseban položaj s vlastitim saborom, a poseban je položaj imao i Tirol. Područje ugarskih zemalja uključeno je konačno u sastav Austrijskog Carstva nakon gušenja revolucije 1848. – 1849.

## Vanjska politika
Razdoblje od 1804. do 1815. godine značajno je obilježeno napoleonskim ratovima. Nakon što je Prusija potpisala mir s Francuskom 5. travnja 1795., Austrija je bila prisiljena ponijeti najveći teret rata s Francuskom kroz sljedećih desetak godina. To je dovelo do slabljenja austrijske ekonomije, pa je Franjo II. odbio sudjelovati u sljedećem ratu protiv Napoleona. Ipak, ušao je u studenome 1804. u tajni vojni savez s Ruskim Carstvom protiv Francuske.
Požunski mir, bez obzira na ponižavajuće uvjete za Austriju, omogućio je jačanje vojske i gospodarstva, što je pak dovelo do novog rata protiv Francuske.
Nadvojvoda Karlo, koji je i zagovarao taj rat, bio je na čelu Ratnoga vijeća i glavni zapovjednik austrijske vojske koju je i reformirao i pripremio za novi rat. Ministar vanjskih poslova Johann Philipp von Stadion osobno je mrzio Napoleona zbog konfiskacije njegovih posjeda u Francuskoj. Usto, treća žena Franje II., Marija Ludovika, podržavala je von Stadiona. S druge strane, Klemens Wenzel von Metternich pozivao je na pažljivije postupanje u pripremama za rat s Francuskom. Poraz francuske vojske u bitki kod Bailéna u Španjolskoj 27. srpnja 1808. potakao je novi rat, te je 9. travnja 1809. austrijska vojska sa 170.000 vojnika napala Bavarsku.
Unatoč višestrukim porazima, posebice velikim gubicima u bitkama kod Marenga, Ulma, Austerlitza i Wagrama, i unatoč gubitku teritorija u ratovima (sporazumi iz Campo Formija iz 1797., Požuna 1806. i Schönbrunna 1809.), Austrija je odigrala odlučnu ulogu u zbacivanju Napoleona 1813. – 1814.
Koncem napoleonskih ratova veliki je utjecaj na austrijsku vanjsku politiku imao Metternich koji je s početka podržavao savez s Francuskom, ugovarajući i vjenčanje između Napoleona i Marije Luize, kćeri Franje II. Ipak, 1812. i on je podržavao rat protiv Francuske, a njegov je utjecaj na Bečkom kongresu bio presudan.

## Zemlje Austrijskoga Carstva
- Češko Kraljevstvo (Königreich Böhmen)
- Kraljevina Ugarska (Königreich Ungarn)
- Kraljevina Dalmacija (Königreich Dalmatien)
- Kraljevstvo Galicija i Lodomerija (Königreich Galizien und Lodomerien)
- Kraljevina Hrvatska s Kraljevinom Slavonijom (Königreich Kroatien und Slawonien), s Vojnom krajinom (1578. – 1881.)
- Kraljevstvo Lombardije i Venecije (Lombardo-Venezianisches Königreich)
- Nadvojvodstvo Austrija (Erzherzogtum Österreich)
- Vojvodstvo Koruška (Herzogtum Kärnten)
- Vojvodstvo Kranjska (Herzogtum Krain)
- Vojvodstvo Salzburg (Herzogtum Salzburg)
- Vojvodstvo Šleska (Herzogtum Schlesien)
- Vojvodstvo Štajerska (Herzogtum Steiermark)
- Vojvodstvo Bukovina (Herzogtum Bukowina)
- Vojvodstvo Srbije i Tamiškog Banata (Woiwodschaft Serbien und Tamisch Banat)
- Veliko kneževstvo Transilvanija, nazivano još i Sedmograđe i Erdelj (Großfürstentum Siebenbürgen)
- Moravska Markgrofovija (Markgrafschaft Mähren)
- Poknežena grofovija Tirol (Gefürstete Grafschaft Tirol)
- Grofovija Goriška i Gradiška (Grafschaft Görz und Gradisca)
- Vorarlberg
- Markgrofovija Istra (Markgrafschaft Istrien)
- Carski slobodni grad Trst (Reichsunmittelbare Stadt Triest)

## Vanjske poveznice
- Leksikon Austrijskog Carstva  Arhivirana inačica izvorne stranice od 14. veljače 2021. (Wayback Machine), Austrijska literatura Online
- Austrijanci – povijest Hrvatska enciklopedija (LZMK)